# 藥園台站

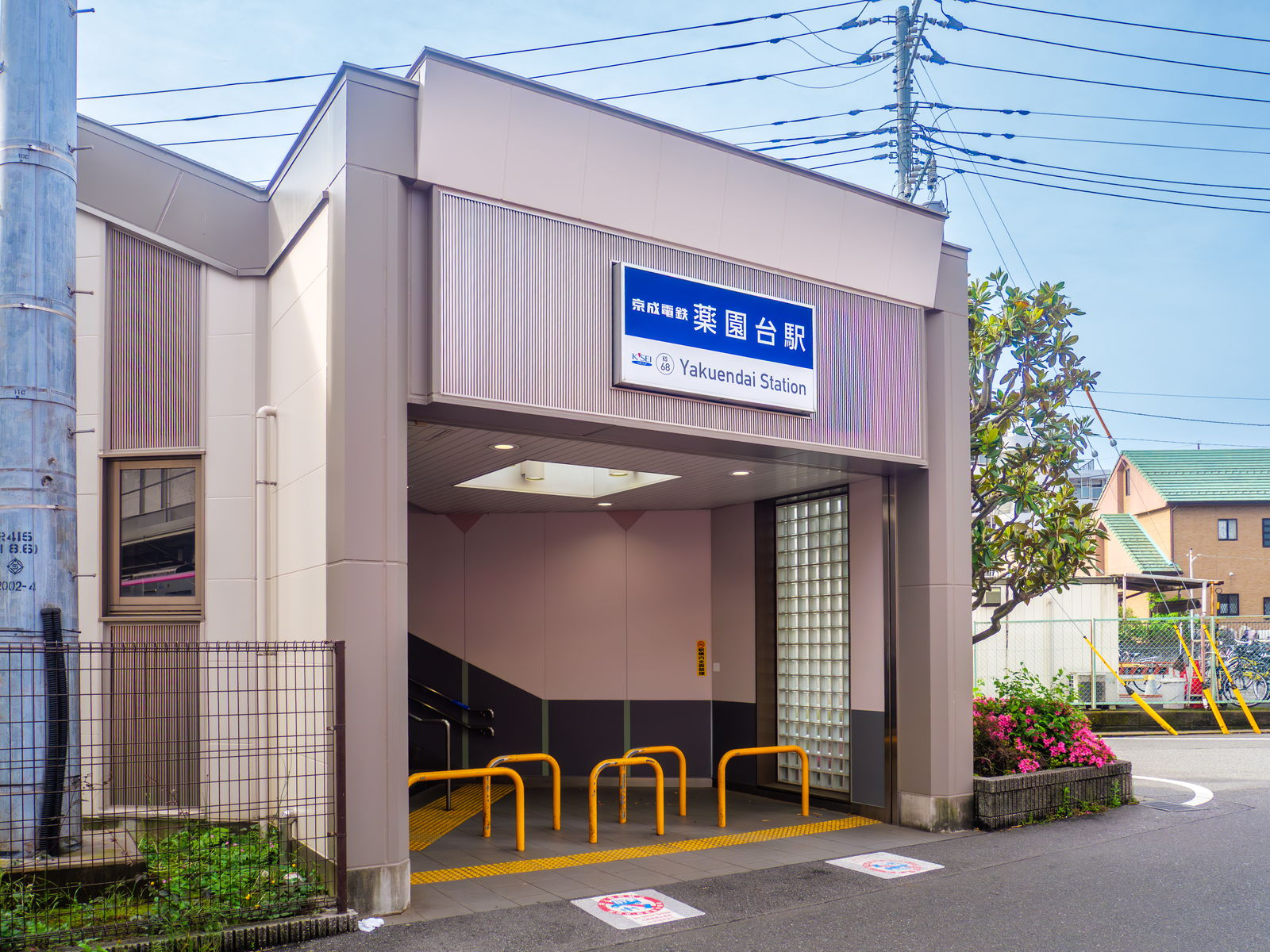
車站東口（2025年5月11日）

藥園台站（日语：／ Yakuendai eki */?）是一個位於日本千葉縣船橋市藥圓台，屬於京成電鐵松戶線的鐵路車站。車站編號是KS68。

## 車站結構
島式月台1面2線的地面車站，設有跨站式站房。

### 月台配置
| 月台 | 路線   | 方向 | 目的地                           |
| ---- | ------ | ---- | -------------------------------- |
| 1    | 松戶線 | 下行 | 新津田沼、京成津田沼、千葉方向   |
| 2    | 松戶線 | 上行 | 北習志野、新鎌谷、八柱、松戶方向 |

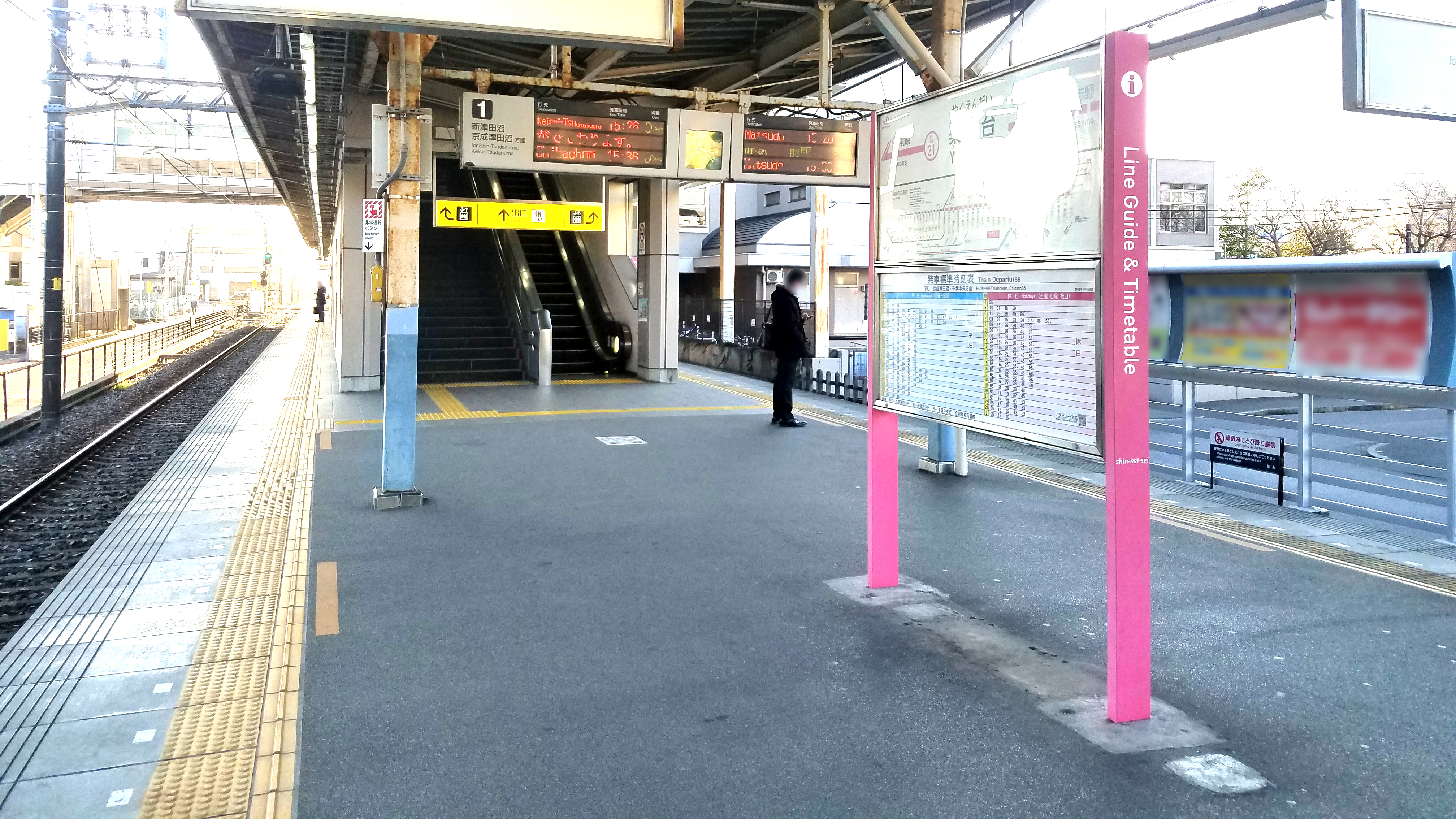
車站月台望向新津田沼方向（2021年1月7日）

## 使用情況
2018年度一日平均上下車人次為15,229人，新京成線內第12位。
近年一日平均上車人次推移如下表。
| 年度               | 一日平均 上車人次 |
| ------------------ | ----------------- |
| 2007年（平成19年） | 6,964             |
| 2008年（平成20年） | 7,129             |
| 2009年（平成21年） | 7,119             |
| 2010年（平成22年） | 7,170             |
| 2011年（平成23年） | 7,032             |
| 2012年（平成24年） | 7,277             |
| 2013年（平成25年） | 7,522             |
| 2014年（平成26年） | 7,442             |
| 2015年（平成27年） | 7,461             |
| 2016年（平成28年） | 7,501             |
| 2017年（平成29年） | 7,617             |

## 相鄰車站
京成電鐵
 松戶線
習志野（KS69）－藥園台（KS68）－前原（KS67）

### 廣報資料、新聞稿等一次資料

#### 統計資料
1. ↑  .   [2020-05-18]. （原始内容存档于2017-08-30）.
2. ↑  .   [2020-05-18]. （原始内容存档于2017-08-30）.
3. ↑  .   [2020-05-18]. （原始内容存档于2017-08-30）.
4. ↑  .   [2020-05-18]. （原始内容存档于2017-08-30）.
5. ↑  .   [2020-05-18]. （原始内容存档于2017-08-30）.
6. ↑  .   [2020-05-18]. （原始内容存档于2017-08-30）.
7. ↑  .   [2020-05-18]. （原始内容存档于2017-08-11）.
8. ↑  .   [2020-05-18]. （原始内容存档于2017-08-11）.
9. ↑  .   [2020-05-18]. （原始内容存档于2020-04-24）.
10. ↑  .   [2020-05-18]. （原始内容存档于2020-04-24）.
11. ↑  .   [2020-05-18]. （原始内容存档于2020-04-24）.

## 外部連結
- 藥園台｜電車與車站資訊｜京成電鐵